# Chirocephalus
Chirocephalus é um género de crustáceos da família Chirocephalidae.
Este género contém as seguintes espécies:
- Chirocephalus croaticus
- Chirocephalus pelagonicus
- Chirocephalus reiseri